# 593 Titania
Titania (asteroide 593) é um asteroide da cintura principal com um diâmetro de 75,32 quilómetros, a 2,1095511 UA. Possui uma excentricidade de 0,2179818 e um período orbital de 1 618,29 dias (4,43 anos).
Titania tem uma velocidade orbital média de 18,13452319 km/s e uma inclinação de 16,89206º.
Esse asteróide foi descoberto em 20 de Março de 1906 por August Kopff.